# John Vernon
John Keith Vernon (Zehner, Saskatchewan, 24 de febrero de 1932 - Los Ángeles, California, 1 de febrero de 2005) fue un actor canadiense.

## Biografía
Sus padres emigraron a Canadá a fines del siglo XIX. Su nombre de nacimiento era Adolphus Raymondus Vernon Agopsowicz. Le interesó el teatro desde que estaba en la escuela secundaria. Por ello, después de graduarse en la escuela de teatro de la Escuela de Bellas Artes de Banff, Alberta, y de la Real Academia de Arte Dramático de Londres, Vernon, después de haber hecho su debut como actor en Inglaterra en 1956 con la película El Gran Hermano, regresó a Canadá, donde trabajó en diversos teatros y en el canal CBC.
Después de haber interpretado pequeños papeles en la serie de televisión como The Forest Rangers y Uncle Vanya en la década temprana de 1960, él se volvió allí conocido a través de la serie de la CBC Wojeck, en la que interpretó un médico forense del distrito territorial con instinto criminalístico. La serie es considerada como la precursora de la serie estadounidense Quincy, M.E..
A finales de la década de 1960, él se fue de la serie para trasladarse a Hollywood e interpretó allí pequeños papeles en películas. Sin embargo, a lo largo de su carrera, él apareció en Hollywood principalmente en series de televisión. Más tarde asumió también la voz de personajes en series de animación y en videojuegos. Aun así John Vernon consiguió en Hollywood un papel importante en Harry el Sucio (1971) y en El fuera de la ley (1976), pero consiguió su mayor notoriedad en 1978 interpretando el papel de Director de la Universidad en la comedia Desmadre a la americana (1978). Durante su tiempo en Hollywood él también consiguió notoriedad por interpretar a un villano la mayoría de veces. Le elegian para ello a causa de su previa experiencia como actor en el ámbito teatral.
John Vernon estuvo casado con Nancy West y es el padre de Chris Vernon, Nan Vernon y de la actriz Kate Vernon.  Además fue miembro de La Rama de Actores de la Academia de las Artes y las Ciencias Cinematográficas. John murió a causa de complicaciones durante una operación de corazón a los 72 años. Fue cremado después de su muerte.

## Filmografía (Selección)

### Películas
- 1956: El Gran Hermano (Big Brother)
- 1967: A quemarropa
- 1969: Topaz
- 1969: El rastro de sangre (Tell Them Willie Boy Is Here)
- 1969: Justine, de George Cukor
- 1971: Caliente del Oro de Calador (One More Train to Rob)
- 1971: Harry el Sucio (Dirty Harry)
- 1973: El gran golpe (Charley Varrick)
- 1974: El molino negro (The Black Windmill)
- 1975: Brannigan – Un Hombre de Acero (Brannigan)
- 1976: El fuera de la ley (The Outlaw Josey Wales)
- 1977: Lo Extraño (The Uncanny)
- 1977: Un día especial (Una giornata particolare)
- 1978: Desmadre a la americana  (National Lampoon's Animal House)
- 1980: Herbie Goes Bananas
- 1983: Cortinas (Curtains)
- 1984: La sangre de otros (Le sang des autres)
- 1986: Sledge Hammer! (Serie de televisión; episodio piloto)
- 1988: Clowns asesinos (Killer Klowns from Outer Space)
- 1989: Dos hombres (Two Men; película para televisión)
- 1989: Misión para tres (W. B., Blue and the Bean)
- 1994: El Parricida (Paris or Somewhere)
- 1995: Familia de policías (Family of Cops)
- 2000: Stageghost
- 2002: Bienvenido a América (Welcome to America)

### Series
- 1960-1966: Festival (13 episodios)
- 1966-1968: Wojeck (15 episodios)
- 1967-1973: Misión Imposible (seis episodios)
- 1970: Hawaii Cinco-Cero (Hawaii Five-0; un episodio)
- 1973-1975: Cannon (2x14 La contrabandista, 3x07 Nocturno, en la Muerte, 5x13/14 La Conspiración)
- 1975: El hombre invisible (The Invisible Man;un episodio)
- 1984-1986: Knight Rider (dos episodios)
- 1995: Walker, Texas Ranger (serie de televisión; Episodio 4x07)

## Animación (Selección)

### Películas
- 1981: Heavy Metal
- 2003: Batman: el misterio de Batimujer (Batman: Mystery of the Batwoman)
- 2008: Delgo

### Series
- 1986: Fuego Salvaje (13 episodios)
- 1992-1994: Batman: la serie animada (Batman: The Animated Series; 9 episodios)
- 1996: Mortal Kombat: Defensores Del Reino (Mortal Kombat: Defenders of the Realm; 3 episodios)
- 1996-1997: Hulk, el Hombre Increíble (The Incredible Hulk; 14 episodios)
- 2003-2005: Las macabras aventuras de Billy y Mandy (The Grim Adventures of Billy & Mandy; 3 episodios)

### Videojuegos
- 1994: Las aventuras de Batman y Robin (The Adventures of Batman & Robin)
- 2000: Command & Conquer: Red Alert 2
- 2005: Area 51

## Premios
- 1989: Nominación al Gemini Award para Two Men